# Bruce Prichard
Bruce Prichard (né le 7 mars 1963 à El Paso, Texas) est un manager de catch et producteur de télévision américain. Il travaille actuellement à la World Wrestling Entertainment où il est l'actuel Directeur exécutif de Raw et SmackDown. 

## Jeunesse
Prichard grandit à Houston où sa mère l'emmène régulièrement voir des spectacles de catch avec son frère Tom.
Durant son adolescence, il souhaite devenir catcheur et commence par faire des petits boulots pour Paul Boetsch, un des promoteurs de catch de la région.Il commence par vendre des posters pour Boetsch avant d'annoncer les combats de catch durant les spectacles et officie même comme arbitre.
En plus de travailler pour lui devant les spectateurs, il tient aussi un rôle en coulisse en aidant son employeur à produire une émission de télévision sur une chaîne locale.
Prichard quitte Houston juste après l'obtention de son diplôme de fin d'étude secondaires au Dobie High School à Houston.

## Carrière

### World Wrestling Entertainment (1988-1991)
Prichard part dans le nord-est des États-Unis et commence à travailler à la World Wrestling Federation d'abord en coulisses. Il propose ensuite d'incarner le personnage de Brother Love, une parodie de télé-évangéliste librement inspiré de Robert Tilton (en).

### Retour à Impact Wrestling (2017)
En mars 2017, il annonce qu'il vient de signer un contrat comme producteur à la Impact Wrestling.

### Second retour à la World Wrestling Enternainment (2018-...)

#### Directeur exécutif deRaw&SmackDownpuis apparitions occasionnelles (2018-2020)
En 2018, il anime son émission podcast en télévision sur le WWE Network : Something Else to Wrestle With Bruce Prichard. 
En 2019, il remplace Eric Bischoff de son poste de Directeur exécutif de SmackDown. 
En 2020, il remplace Paul Heyman de son poste de Directeur exécutif de Raw et devient donc Directeur exécutif de Raw et SmackDown.
Lors de Money in the Bank, il fait une courte apparition avec Rey Mysterio.